# Occaneechee Band of the Saponi Nation
Die Occaneechee Band of the Saponi Nation (auch Occaneechi Band of Saponi Nation) sind ein Stamm nordamerikanischer Ureinwohner, die von den Saponi und anderen indigenen Völkern aus der genetischen Familie der Sioux-Sprachen abstammen und in der Piedmontregion der Bundesstaaten North Carolina und Virginia beheimatet sind. Der Stamm lebt überwiegend im Pleasant Grove Township im Alamance County, die Stammesverwaltung hat ihren Sitz in Mebane, dort werden auch Unterstützungsprogramme für die knapp 700 Mitglieder des Stammes entwickelt. Ihnen gehören in der alten „Texas“-Gemeinde des Townships etwa 10 Hektar Land, auf denen ein Stammeszentrum eingerichtet wird, darunter ein rekonstruiertes Occaneechee-Dorf um 1700, ein Museum, eine Farm aus Holzstämmen aus 1880 sowie Versammlungs- und Kursräume.

## Anerkennung
Die Occaneechee-Saponi wurden 2001 vom Bundesstaat North Carolina anerkannt.